# أنجيلا مارينو
أنجيلا مارينو (3 فبراير 1986 بأوكلاند في نيوزيلندا - ) هي لاعبة كرة سلة إيطالية ونيوزلندية وأسترالية في مركز الهجوم خلفي، شاركت في دورة ألعاب الكومنولث 2006 والألعاب الأولمبية الصيفية 2004 و2007 FIBA Oceania Championship for Women ‏ والألعاب الأولمبية الصيفية 2008. ولعبت مع Adelaide Lightning ‏.

## وصلات خارجية
- أنجيلا مارينو على موقع الاتحاد الدولي لكرة السلة (الإنجليزية)
- أنجيلا مارينو على موقع كرة السلة الأوروبية.كوم (الإنجليزية)
- أنجيلا مارينو على موقع بروبوليرز (الإنجليزية)
- أنجيلا مارينو على موقع سبورتس رفرنس (الإنجليزية)
- أنجيلا مارينو على موقع أوليمبيديا (الإنجليزية)
- أنجيلا مارينو على موقع اللجنة الأولمبية النيوزيلندية (الإنجليزية)
- أنجيلا مارينو على موقع دورة ألعاب الكومنولث 2006 (مؤرشف) (الإنجليزية)